# 芳賀傑
芳賀 傑（はが たかし、1989年 - ）は、日本の作曲家。神奈川県横浜市出身。

## 経歴
神奈川県横浜市出身。愛知県立芸術大学音楽学部音楽科作曲専攻卒業。卒業時優秀学生賞ならびに中村桃子賞受賞。同大卒業後の2015年に渡仏、パリ地方音楽院作曲科に留学しEdith Canat de Chizyに師事。多くの受賞歴がある。2020年より尚美ミュージックカレッジ専門学校管弦打楽器学科講師を務めている。これまでに東京佼成ウインドオーケストラ60周年ツアー、21世紀の吹奏楽第22回"響宴"、50周年バンドクリニックイヴニングコンサート（神奈川大学吹奏楽部）、52回バンドクリニックウェルカムコンサート（フィルハーモニックウインズ浜松）、ITEC（国際テューバ・ユーフォニアム会議）、AFEEV（仏管楽合奏協会/パリギャルドレプュブリケーヌ）、陸上自衛隊中央音楽隊定期演奏会などで作品を取り上げられている。

## 受賞歴
- 2013年PTNAピアノコンペティション新曲課題曲賞(特級)
- 第21回東京国際室内楽作曲コンクール3位(1位なし)
- エヴァン・ポワザ吹奏楽団150周年記念作曲コンクール第1位
- 2017年第9回日本管打・吹奏楽学会作曲賞にて佳作受賞
- 2018年第6回クー・ド・ヴァン国際交響吹奏楽作曲コンクールにて第1位ならびに聴衆賞、日本人のグランプリ受賞は2006年の真島俊夫に次いで史上2人目。同作品は東京佼成ウインドオーケストラ創団60周年ツアーをはじめ、パリギャルド・レピュブリケーヌ、フィンランド国防軍音楽隊など、プロ・アマ問わず世界各国の吹奏楽団にて演奏。
- Orchestra di Fiati della Svizzera Italiana国際吹奏楽作曲コンクール第1位、審査委員長はフランコ・チェザリーニ。
- Harvey Philipes Awards for excellent in composition（Solo Euphonium部門）2021ノミネート
- 第30回管打・吹奏楽学会アカデミー賞作・編曲部門受賞

## 奨学金
- 2014年度(公財)明治安田クオリティオブライフ文化財団奨学生
- (公財)青山音楽財団奨学生[1]。

## 主な作品

### 吹奏楽作品
- 時の証明（横浜市立上永谷中学校吹奏楽部委嘱/ティーダ出版 TWE-420）
- 吹奏楽のための協奏的一章  （横浜市立境木中学校吹奏楽部委嘱/ブレーン出版 YDOH-G01）
- 少年は雲を駆ける　第9回日本管打・吹奏楽学会作曲賞佳作
- 水面に映るグラデーションの空　第6回クー・ド・ヴァン国際交響吹奏楽作曲コンクール 第1位・聴衆賞受賞作品(テーマ:平和)[3] (CAFUA RECORD 1211)
- 星屑パレット (CAFUA RECORD CWE-051)
- 星の生まれる場所で（バンドジャーナル委嘱作品2021年1月号・2月号付録楽譜/音楽之友社979930）
- 名前のない星（厚木市立小鮎中学校吹奏楽部委嘱/CAFUA RECORD SCWE-053）
- 再逢の空へ（横浜市立保土ケ谷中学校吹奏楽部委嘱/ブレーン出版 YDOH-G02）
- 彩をえがく鳥（やまももシンフォニックバンド委嘱/CAFUA RECORD 1234）
- りんどうの花へ（陸上自衛隊第四音楽隊委嘱）

### 室内楽作品
- ピアノのためのプレスト (KAWAI出版/ピティナ・ピアノコンペティション2013年特級課題曲)
- ユーフォニアム協奏曲（小久保まい委嘱 / C.Alan Publications ）
- Les Cerisiers (フレキシブル6~8重奏/ブレーン出版 FLMS-87171 /愛知県桜丘学園 桜丘中学校・高等学校委嘱作品)
- Short Letter for... (サクソフォン4重奏)

### 吹奏楽編曲作品
- 星めぐりの歌 （バンドジャーナル2025年1月号付録楽譜）
- 我が母の教え給えし歌（バンドジャーナル2022年度8月号付録楽譜）
- 赤とんぼ（ティーダ出版 TWE-186）
- 浜辺の歌
- 春の歌〜おぼろ月夜、春が来た〜
- ダニー・ボーイ（ぱんだウインドオーケストラ委嘱編曲）
- アメイジング・グレイス（ぱんだウインドオーケストラ委嘱編曲）
- 動物の謝肉祭 （ぱんだウインドオーケストラ委嘱編曲）
- 「ピアノソナタ第8番”悲愴”」より2楽章 （ぱんだウインドオーケストラ委嘱編曲）
- おんぱく大縁日!! (長久手文化の家 委嘱編曲×東京佼成ウインドオーケストラ)
- Think of me (東京佼成ウインドオーケストラ 委嘱編曲)

### 室内楽編曲作品
- 彩りの風景〜日本の童謡メドレー〜（フレキシブル5重奏/ブレーン出版 FLMS-87116）
- 彩りの風景II〜日本の童謡メドレー〜（フレキシブル5重奏/ブレーン出版 FLMS-87129）
- 彩りの風景III ～日本の童謡メドレー～（フレキシブル5重奏+打楽器/ブレーン出版 FLMS-87150）
- 音楽祭のプレリュード（フレキシブル5重奏/ブレーン出版 FLMS-87098）
- ハウルの動く城 (フレキシブル5~7重奏/ブレーン出版 FLMS-87169 )
- 熊蜂の飛行  (金管五重奏 / ARK BRASS委嘱編曲)
- じょんがら追分(サクソフォン4重奏/カルテット・スピリタス委嘱編曲)
- 春のメドレー(サクソフォン4重奏/NOK Saxophone Quartet委嘱編曲)
- グリーンスリーブス(バリチュー4重奏)
- 歌劇「イーゴリ公」より ポーロヴェツ人の踊り(サクソフォン6重奏/ティーダ出版TSX6-006/愛知県立芸術大学サクソフォン専攻委嘱編曲)
- 恋は魔術師(ラージクラリネットアンサンブル/愛知県立芸術大学クラリネット専攻委嘱編曲)
- くるみ割り人形(トロンボーンオーケストラ/愛知県立芸術大学トロンボーン専攻委嘱編曲)
- 仮面舞踏会(サクソフォンオーケストラ/ナゴヤサックスフェスタ委嘱編曲)

### ピアノを伴う室内楽作品
- 星の生まれる場所で (ユーフォニアム＋ピアノ/小久保まい 委嘱/音楽之友社979920)
- 浜辺の歌 (ユーフォニアム＋ピアノ/小久保まい 委嘱/  C.Alan Publications)
- My Wild Irish Rose (ヴィオラ＋ピアノ/ 木下雄介 委嘱)
- アルトサックスとピアノのためのプレスト(アルトサクソフォン+ピアノ/ブレーン出版DL-A0020-01)
- ラグナ～チェロソロとピアノのための(チェロ＋ピアノ/ブレーン出版DL-A0018-01)
- オン・ブラ・マイフ/ヘンデル (サクソフォンデュオ＋ピアノ/渡辺 志穂 委嘱/ブレーン出版DL-B0009-01)
- BBBest!! バッハ・ベートーヴェン・ブラームス3大Bメドレー(サクソフォンデュオ＋ピアノ/渡辺 志穂 委嘱/ブレーン出版 DL-B0008-01)
- アンダンテ・カンタービレ/チャイコフスキー (サクソフォンデュオ＋ピアノ/渡辺 志穂 委嘱編曲/ブレーン出版DL-B0007-01)
- 四季メドレー  (サクソフォントリオ＋ピアノ/渡辺 志穂 委嘱編曲/ブレーン出版DL-C0004-01)
- ピアノ5重奏曲「ます」より4楽章／F.シューベルト (サクソフォントリオ＋ピアノ/渡辺 志穂 委嘱編曲/ブレーン出版DL-C0003-01)
- 赤とんぼ／山田耕作  (サクソフォントリオ＋ピアノ/渡辺 志穂 委嘱編曲/ブレーン出版DL-C0005-01)

## ディスコグラフィー

### 彩をえがく鳥
- 日本経済大学吹奏楽部”彩をえがく鳥”  (CAFUA RECORDS/CACG0326)

### 水面に映るグラデーションの空
- Coups de Vents 6e Concours International de Composition (Yokatta Records/YR1806)
- 東京佼成ウインドオーケストラ吹奏楽燦選ライヴ〜保科洋:交響曲3番 (日本コロンビア/COCQ85574)
- 21世紀の吹奏楽  響宴XXII （BRAIN MUSIC/BOCD-7554-55）
- 東海大学附属高輪台高等学校吹奏楽部Vol.19 「スパイラル・アズール」 (CAFUA RECORDS/CACG0313)
- 光ヶ丘女子高等学校吹奏楽部「黎明〜希望の歌〜」(CAFUA RECORDS/CACG0305)
- 名古屋アカデミックウインズ「ピース、ピースと鳥たちは歌う」(BRAIN/OSBR36002)
- 神奈川大学吹奏楽部「組曲"展覧会の絵"」(CAFUA RECORDS/CACG0298)

### 星屑パレット
- 浜松交響吹奏楽団「五行相剋」 (CAFUA RECORDS/CACG0300)
- 光ヶ丘女子高等学校吹奏楽部「巫女の舞」 (ワコーレコード/WKCD0143)

### 吹奏楽のための協奏的一章
- 令和新風02「ミュージカルエリザベートセレクション」 (BRAIN/BOCD7641)

### 再逢の空へ
- 令和新風03「M-V Mission」 (BRAIN/BOCD7656)

### 時の証明
- 日本の音楽大学撰-第５集 「花火〜心もしのに古おもほゆ〜」 (ワコーレコード/WKCD0118)

### ユーフォニアム協奏曲
- 「巫女の舞」ユーフォニアム 小久保まい (日本ウエストミンスター/JXCC-1121)